# Sinuaria aenescens
Sinuaria aenescens là một loài bọ cánh cứng trong họ Elateridae. Loài này được Jordan miêu tả khoa học năm 1894.